# Neuroleon (Neuroleon) jucundus
Neuroleon (Neuroleon) jucundus is een insect uit de familie van de mierenleeuwen (Myrmeleontidae), die tot de orde netvleugeligen (Neuroptera) behoort. 
Neuroleon (Neuroleon) jucundus is voor het eerst wetenschappelijk beschreven door Navás in 1921.